# Yankee Hotel Foxtrot
A 2002-es Yankee Hotel Foxtrot a Wilco negyedik nagylemeze. A lemez már 2001-ben elkészült, de a Reprise Records elutasította kiadását. 2001 szeptemberében a teljes albumot közzé tették oldalukon. Novemberben leszerződött a Nonesuch Records-szal, és 2002. április 23-án a lemez hivatalosan is megjelent.
A Yankee Hotel Foxtrot kritikai és kereskedelmi siker volt, az együttes legtöbb példányban eladott lemeze. A 2002-es Pazz and Jop felmérés élén végzett, a kritikusok a 2000-es évek egyik legjobb albumának tartják. Szerepel az 1001 lemez, amit hallanod kell, mielőtt meghalsz című könyvben.

## Az album dalai
A dalok szövegét Jeff Tweedy írta.
|     | Cím                             | Szerző(k)           | Hossz |
| --- | ------------------------------- | ------------------- | ----- |
| 1.  | I Am Trying to Break Your Heart | Jeff Tweedy         | 6:57  |
| 2.  | Kamera                          | Tweedy, Jay Bennett | 3:29  |
| 3.  | Radio Cure                      | Tweedy, Bennett     | 5:08  |
| 4.  | War on War                      | Tweedy, Bennett     | 3:47  |
| 5.  | Jesus, Etc.                     | Tweedy, Bennett     | 3:50  |
| 6.  | Ashes of American Flags         | Tweedy, Bennett     | 4:43  |
| 7.  | Heavy Metal Drummer             | Tweedy              | 3:08  |
| 8.  | I'm the Man Who Loves You       | Tweedy, Bennett     | 3:55  |
| 9.  | Pot Kettle Black                | Tweedy, Bennett     | 4:00  |
| 10. | Poor Places                     | Tweedy, Bennett     | 5:15  |
| 11. | Reservations                    | Tweedy              | 7:22  |

## Közreműködők

### Wilco
- Jeff Tweedy – ének, akusztikus gitár, elektromos gitár, fúvósok és vonósok hangszerelése
- Jay Bennett – akusztikus gitár, elektromos gitár, zongora, billentyűk, szintetizátor, orgona, basszusgitár, dob, ütőhangszerek, lap steel, vibrafon, harang, ének
- John Stirratt – basszusgitár, ének, fúvósok és vonósok hangszerelése
- Leroy Bach – akusztikus gitár, elektromos gitár, zongora, glockenspiel
- Glenn Kotche – dob, ütőhangszerek, cimbalom, sziréna, harangjáték

### További közreműködők
- Ken Coomer – dob, ütőhangszerek
- Fred Lonberg-Holm – billentyűk, szintetizátor, ütőhangszerek
- Craig Christiansen – programozás
- Jessy Greene – hegedű a Jesus Etc.-n
- Steve Rookie – mastering
- Chris Brickley – hangmérnök, keverés
- Jim O'Rourke – hangmérnök, keverés
- Wilco – producer
- Sam Jones – fényképek

## Fordítás
Ez a szócikk részben vagy egészben a Yankee Hotel Foxtrot című angol Wikipédia-szócikk ezen változatának fordításán alapul.  Az eredeti cikk szerkesztőit annak laptörténete sorolja fel. Ez a jelzés csupán a megfogalmazás eredetét és a szerzői jogokat jelzi, nem szolgál a cikkben szereplő információk forrásmegjelöléseként.